# Đào Đức
Đào Đức (15 tháng 2 năm 1928 – 2007) là một họa sĩ thiết kế điện ảnh người Việt Nam. Ông đã tham gia thiết kế mỹ thuật cho nhiều bộ phim thời chiến như Chung một dòng sông, Vũ kịch ngọn lửa Nghệ Tĩnh và đã 4 lần đoạt giải họa sĩ xuất sắc tại Liên hoan phim Việt Nam.

## Cuộc đời
Đào Đức sinh ngày 15 tháng 2 năm 1928 trong một gia đình Nho học ở thành phố Nam Định. Bố của ông là một nhà Nho, có 5 người con và là người trực tiếp dạy chữ Quốc ngữ cho các con, anh trai của ông là giáo sư, nhà giáo nhân dân Đào Văn Tiến. Năm 1945, khi mới 17 tuổi, ông tham gia Mặt trận Việt Minh, với công việc vẽ pano, tranh cổ động tuyên truyền cho cách mạng. Đào Đức là 1 trong 22 sinh viên của Trường Cao đẳng Mỹ thuật Việt Nam trong kháng chiến ở Đại Từ, Thái Nguyên từ năm 1949 do danh họa Tô Ngọc Vân giảng dạy. Năm 1953, sau khi vừa tốt nghiệp Cao đẳng Mỹ thuật kháng chiến, ông đã được đạo diễn Phạm Văn Khoa mời về Đồi Cọ (Thái Nguyên) cùng xây dựng Xưởng phim truyện đầu tiên của nước Việt Nam Dân chủ Cộng hòa. Năm 1959, Đào Đức tham gia làm họa sĩ thiết kế cho bộ phim Chung một dòng sông, phim truyện đầu tiên của miền Bắc Việt Nam sau năm 1954 và cũng là bộ phim truyện đầu tiên của điện ảnh cách mạng Việt Nam, đưa ông trở thành họa sĩ thiết kế mỹ thuật phim đầu tiên của thời kỳ này. Cho tới năm 2021, nhờ vai trò họa sĩ trong phim, ông cũng đã được đề nghị xét tặng Giải thưởng Nhà nước về Văn học Nghệ thuật.
Những năm 1970, ông về công tác tại Hãng phim truyện Việt Nam và đã tham gia làm hàng chục bộ phim truyện nhựa, đoạt 4 giải thiết kế mỹ thuật phim truyện nhựa xuất sắc trong các phim Trần Quốc Toản ra quân của đạo diễn Bạch Diệp; Mối tình đầu, Đất mẹ và Đêm hội Long Trì của đạo diễn Hải Ninh. Năm 1984, lần đầu tiên Việt Nam hợp tác với Liên Xô thực hiện bộ Tọa độ chết, ông đã tham gia làm họa sĩ chính của phim.
Ở lĩnh vực hội họa, Đào Đức cũng có rất nhiều tác phẩm nổi tiếng như “Dân quân phục vụ chiến dịch”, “Đêm nay Bác không ngủ”, “Giặc phá ta cứ đi”, "Nẻo đường kháng chiến". Đặc biệt tác phẩm “Giặc phá ta cứ đi” của ông đoạt giải thưởng cuộc thi áp phích quốc tế 1968–1970 tại Warszawa, hiện vẫn đang được lưu giữ và trưng bầy ở Bảo tàng Mỹ thuật Ba Lan. Nhiều tác phẩm của ông còn được lưu giữ ở các bảo tàng lớn như Bảo tàng Mỹ thuật Việt Nam, Bảo tàng Quân đội nhân dân Việt Nam, Bảo tàng Cách mạng Việt Nam, Bảo tàng lịch sử Việt Nam. Tháng 9 năm 2006, Đào Đức mở một cuộc triển lãm mang tên "Carnet de Đào Đức" (Sổ tay Đào Đức), giới thiệu những bức ký họa của ông từ năm 1948 với công chúng.
Đào Đức được phong tặng danh hiệu Nghệ sĩ nhân dân vào đợt 4 năm 1997. Ông qua đời vào năm 2007. Ông có một người con trai tên là Đào Hải Phong cũng theo nghiệp bố làm họa sĩ, hiện đang công tác tại Hãng Phim truyện Việt Nam.